# هيثم بن طارق
السلطان هيثم بن طارق بن تيمور آل سعيد (11 أكتوبر 1955)، سلطان سلطنة عمان ورئيس مجلس الوزراء منذ 11 يناير 2020 والسلطان الرابع عشر لعمان من سلالة المؤسس الأول للدولة البوسعيدية الإمام أحمد بن سعيد البوسعيدي. تولى الحكم خلفًا لابن عمه السلطان قابوس بن سعيد وطبقًا لوصيته، وتمت البيعة له في العاشر من يناير 2020 بالقصر السلطاني.
ولد السلطان هيثم بن طارق في مسقط لوالده الأمير والسياسي طارق بن تيمور الذي شغل منصب رئيس مجلس وزراء سلطنة عمان (1970-1972) في عهد السلطان الراحل قابوس بن سعيد، تلقى هيثم بن طارق تعليمه الابتدائي في المدرسة السعيدية بمسقط، بينما أكملهُ في المملكة المتحدة لمواصلة دراسته الثانوية والجامعية في جامعة أكسفورد، تخرج عام 1979م من برنامج جامعة أكسفورد للخدمات الخارجية ثم تابع دراساته العليا في كلية بيمبروك في أكسفورد.
يعود نسب السلطان هيثم إلى آل بو سعيد، وهي العائلة الحاكمة في سلطنة عمان التي تأسست على يد أحمد بن سعيد البوسعيدي (1744-1783) الملقب بالمتوكل على الله مؤسس الدولة البوسعيدية في عمان وكانت تحكم سابقا زنجبار. شغل السلطان هيثم منصب وزير التراث والثقافة منذ فبراير 2002، وكان رئيس اللجنة الرئيسية للرؤية المستقبلية «عمان 2040» كما شغل العديد من المناصب في وزارة الخارجية منها الأمين العام، ووكيل الوزارة للشؤون السياسية ووزير مفوض، وعمل في بعض الأحيان مبعوثاً خاصاً للسلطان قابوس بن سعيد.
في 10 يناير عام 2020، توفي السلطان قابوس بن سعيد الذي حكم السلطنة لمدة 50 عام تقريبًا منذ السبعينات وكان صاحب أطول فترة حكم من بين الحكام العرب والثالث في العالم، اجتمع مجلس الدفاع في سلطنة عمان ودعا مجلس العائلة الحاكمة للإنعقاد لتحديد من تنتقل إليه ولاية الحكم، وبعد أن انقضت ثلاثة أيام ولم يتم فيها اختيار سلطان للبلاد، أوكل مجلس العائلة المالكة لمجلس الدفاع القيام بفتح وصية السلطان قابوس بن سعيد، ونصت الوصية التي قرأت على الهواء مباشرة على تسميه (هيثم بن طارق آل سعيد) سلطاناً لعُمان، أدى السلطان هيثم اليمين الدستورية وألقى خطاب التنصيب في ذات اليوم ليكون السلطان الرابع عشر لسلطنة عمان من أسرة آل بوسعيد، وليتولى مهامه بشكل رسمي في انتقال سلس للحكم في السلطنة كان موضع تقدير العالم وإعجابه.
ومنذ اليوم الأول لتولي السلطان هيثم بن طارق مقاليد الحكم، وضع الخطوط العريضة التي حدد فيها ملامح سياسته الداخلية والخارجية، فقد أكد في خطابه الأول أنه ماضٍ في الحفاظ على ما أنجزه سلطان البلد الراحل قابوس بن سعيد والبناء عليه للحفاظ على المنجزات التي حققتها النهضة العمانية خلال العقود الخمسة الماضية، كما أكد أنه سيرتسم خطى السلطان الراحل في السياسة الخارجية مؤكدا على الثوابت التي اختطها لسياسة السلطنة الخارجية القائمة على التعايش السلمي بين الأمم والشعوب وحسن الجوار وعدم التدخل في الشؤون الداخلية للغير واحترام سيادة الدول.
كما شدد السلطان هيثم في خطابه على أهمية بناء وتطوير القدرات البشرية، وخاصة فئتي الشباب والنساء، والعمل على قضايا التشغيل وتقليص معدلات البطالة ورفع معدلات الأجور وكل ما من شأنه تعزيز الحقوق الاجتماعية والاقتصادية، وعلى قضايا حقوق المرأة العُمانية، معتبراً إياها شريكة أساسية في صناعة القرار، وعلى ضرورة تطوير وتنمية قطاع التعليم وتوجيه موارد السلطنة المالية بما يضمن خفض المديونية وزيادة الدخل، والتوجه نحو سياسات التنويع الاقتصادي وتعزيز التوزان المالي والاهتمام بالمشاريع التي تستند إلى الابتكار والذكاء الاصطناعي والتقنيات المتقدمة بما يسرّع الوصول إلى اقتصاد وطني معرفي ومستدام.
تزوج السلطان هيثم بالسيدة عهد بنت عبد الله البوسعيدية وأنجب منها أربعة أبناء: ذي يزن بن هيثم، بلعرب بن هيثم، ثريا بنت هيثم، وأميمة بنت هيثم. يذكر أنه من محبي رياضة كرة القدم ولذلك تولّى رئاسة الاتحاد العماني لكرة القدم في الثمانينات وترأس اللجنة المنظمة لدورة الألعاب الآسيوية الشاطئية الثانية التي أقيمت في مسقط 2010. حاز السلطان هيثم على العديد من الأوسمة خلال مسيرته العملية أبرزها وسام الرسوخ الذي تسلمه من السلطان قابوس بن سعيد، ووسام الشرف الكبير للخدمات المقدمة من جمهورية النمسا، ووشاح الملك عبد العزيز من الطبقة الأولى، ووسام الفارس الفخري الكبير للصليب الملكي الفيكتوري من المملكة المتحدة، كما منحته أكاديمية طشقند للعلوم والدراسات الإسلامية في أوزبكستان شهادة الدكتوراه الفخرية تقديرًا لدعمه حركة الثقافة والمثقفين عام 2018.

## حياته

### طفولته وتعليمه
ولد هيثم بن طارق في مدينة مسقط في 23 صفر 1375 للهجرة الموافق 11 أكتوبر 1955، لوالده الأمير والسياسي طارق بن تيمور ووالدته شوانة بنت حمود بن أحمد البوسعيدية المشهورة باسم (أم قيس)، تلقى تعليمه الابتدائي في المدرسة السعيدية بمسقط، وقد حرص والده على أن يتلقى أبناؤه التعليم العصري، فالتحق هيثم بإحدى المدارس اللبنانية وهي مدرسة “برمانا العليا” ليتلقى التعليم في المرحلة الإعدادية، ولكن إقامة هيثم في بيروت لم تطل كثيرا فغادرها في عام 1972 متوجها إلى المملكة المتحدة لمواصلة دراسته الثانوية والجامعية والتحق بجامعة أكسفورد إحدى أعرق جامعات العالم. تخرج عام 1979م من برنامج جامعة أكسفورد للخدمات الخارجية (FSP)، ثم تابع دراساته العليا في كلية بيمبروك في أكسفورد. كما منحته أكاديمية طشقند للعلوم والدراسات الإسلامية في أوزبكستان شهادة الدكتوراه الفخرية تقديرا لدعمه حركة الثقافة والمثقفين عام 2018.

### حياته المهنية
تولى هيثم بن طارق العديد من المهام قبل اختياره سلطان لعمان، فقد شغل في الثمانينات رئاسة الاتحاد العماني لكرة القدم من (1983 إلى 1986) وهو أكبر اتحاد رياضي في السلطنة ينضوي تحت لوائه 43 ناديا يمثلون مختلف ولايات محافظات مناطق السلطنة، وفي عام 1978م تأسس أول اتحاد عماني لكرة القدم وتم تعيين أول مجلس إدارة للاتحاد وكان برئاسة فيصل بن علي آل سعيد وزير التراث القومي والثقافة آنذاك واستمر هذا المجلس لأكثر من خمسة أعوام قبل أن يتم إعادة إشهار الاتحاد العماني لكرة القدم رسميا في 26 يونيو من نفس العام وتعيين هيثم بن طارق رئيسا لمجلس الإدارة الذي أصبح أول رئيس لمجلس إدارة الاتحاد العماني لكرة القدم بعد إشهاره. وكان لدوره في دورة الخليج السابعة التي احتضنتها العاصمة العمانية الدور المؤثر لتكون إحدى علامات دورات الخليج الأبرز حيث تولى هيثم بن طارق في تلك الدورة منصب نائب رئيس اللجنة المنظمة العليا، كما شغل منصب الرئيس الفخري لنادي السيب الرياضي وقدم كل أنواع الدعم كي يقوم النادي بدوره في خدمة المجتمع خاصة وأن نادي السيب يمثل ولاية السيب أكبر ولايات محافظة مسقط وأكثرها كثافة سكانية واستطاع مع شقيقه شهاب بن طارق آل سعيد أن يجعل نادي السيب مؤسسة رياضية تربوية تسير وفق منهج رياضي وعلمي صحيح حتى غدت فرق النادي تحتل مركز الصدارة في جميع الالعاب الرياضية.
في عام 1979، استهل هيثم بن طارق مسيرته في العمل الدبلوماسي في الخدمة لدى وزارة الخارجية لفترة امتدت حوالي 23 عاما، فتولى رئاسة الدائرة السياسية ثم الدائرة الأوروبية والأمريكيتين، وتم تعيينه بعد ذلك وكيلا للوزارة للشؤون السياسية عام 1986 واستمر في المنصب لمدة ثماني سنوات (1986-1994)، وفي عام 1994 عينه السلطان قابوس أمينا عاما للوزارة بدرجة وزير، وفي عام 2002 عيّن وزيراً للتراث والثقافة وهو المنصب الذي بقي فيه حتى تنصيبه سلطاناً لعمان. كما عينه السلطان قابوس رئيسا للجنة الرؤية المستقبلية «عمان 2040».
وفي عام 2010 ترأس هيثم بن طارق اللجنة المنظمة لدورة الألعاب الآسيوية الشاطئية الثانية التي أُقيمت في مسقط، وكان لترأسه لهذه اللجنة الأثر الأكبر في إنجاح الدورة التي استضافتها السلطنة كأكبر حدث رياضي شهدته السلطنة من خلال مشاركة 45 دولة آسيوية.
وفي ديسمبر من عام 2013 أمر السلطان قابوس بن سعيد بتشكيل اللجنة الرئيسية للرؤية المستقبلية (عمان 2040) وتعيين هيثم بن طارق الذي كان يشغل منصب وزير الثقافة رئيسًا لها، وشكلت لجان أخرى تضم اللجنة الفنية واللجان القطاعية التي توزعت على محاور الرؤية. تركزت الرؤية على إستراتيجية التنويع في عمان، من خلال تحويل اقتصاد الدولة إلى خمسة قطاعات محورية: السياحة، واللوجيستيات، والتصنيع، وصيد الأسماك، والتعدين. كما تهدف رؤية عُمان 2040 إلى زيادة نسبة عمالة المواطنيين العمانيين في القطاع الخاص وزيادة الاستثمارات الأجنبية إلى 10% من الناتج المحلي الإجمالي. شغل هيثم بن طارق أيضًا منصب الرئيس الفخري لجمعية رعاية الأطفال المعاقين ورئيس جمعية الصداقة العمانية اليابانية.

## توليه الحكم
| وصية السلطان قابوس بن سعيد بن تيمور ورسالته للأسرة المالكة في أختيار خليفته: بسم الله الرحمن الرحيم (ربنا عليك توكلنا وإليك أنبنا وإليك المصير) الحمد لله والصلاة والسلام على رسول الله، وعلى آله وصحبه ومن والاه أصحاب السمو أعضاء مجلس العائلة الكرام السلام عليكم ورحمة الله وبركاته فقد حملكم النظام الأساسي للدولة أمانة عظيمة وكلفكم بمهمة جسيمة، بإسناده إلى مجلسكم الموقر مسؤولية تحديد من تنتقل إليه ولاية الحكم، وذلك خلال 3 أيام من شغور منصب السلطان. وحيث إن مجلسكم الموقر، لم يتفق على اختيار سلطان للبلاد في المدة التي حددها النظام الأساسي للدولة، فإننا بعد التوكل على الله ورغبة منا في ضمان استقرار البلاد، نشير بأن يتولى الحكم السيد هيثم بن طارق، وذلك لما توسمنا فيه من صفات وقدرات تؤهله لحمل هذه الأمانة، وإننا إذ نضرع إلى الله العلي القدير أن يكون عند حسن الظن الذي دعانا إلى اختياره والثقة التي دفعتنا إلى تقديمه، فإننا ندعوكم جميعا إلى مبايعته على الطاعة في العسر واليسر والمنشط والمكره، وأن تكونوا له السند المتين والناصح الأمين معتصمين دائما تحت قيادته بوحدة الصف والكلمة والهدف والمصير متجنبين كل أسباب الشقاق والفرقة والتنابذ والتناحر عاملين بقوله تعالى: (ولا تنازعوا فتفشلوا وتذهب ريحكم) صدق الله العظيم. وفقكم الله والسلام عليكم ورحمة الله وبركاته قابوس بن سعيد |
| —رسالة السلطان قابوس بن سعيد للأسرة المالكة |

في 10 من يناير عام 2020 توفي السلطان قابوس بن سعيد بعد صراع مع المرض عن عمر يناهز 79 عاما بعد أن حكم البلاد لمدة 50 عاما ولم يكن متزوجا وليس له أشقاء ليروثوا الحكم من بعده، أعلن ديوان البلاط السلطاني الحداد وتعطيل العمل الرسمي للقطاعين العام والخاص لمدة ثلاثة أيام، وتنكيس الأعلام في الأيام الأربعين القادمة. أصدر مجلس الدفاع في سلطنة عمان في اليوم التالي بيانًا نعى فيه السلطان قابوس ودعا فيه مجلس العائلة الحاكمة للإنعقاد لتحديد من تنتقل إليه ولاية الحكم وجاء في البيان ما يلي:
| هيثم بن طارق | بسم الله الرحمن الرحيم (يَا أَيَّتُهَا النَّفْسُ الْمُطْمَئِنَّةُ * ارْجِعِي إِلَى رَبِّكِ رَاضِيَةً مَرْضِيَّةً * فَادْخُلِي فِي عِبَادِي * وَادْخُلِي جَنَّتِي) لقد قضت مشيئة الله عز وجل ان تفقد عمان والأمة الحكيم رمز السلام جلالة السلطان قابوس بن سعيد ، تغمده الله بواسع رحمته وأدخله فسيح جناته إنه سميع قريب مجيب الدعاء. أمام هذه اللحظة التاريخية من عمر عمان وعمق الأسى لهذا الحدث الجلل واستنادًا لما نصت عليه المادة /6/ السادسة من النظام الأساسي للدولة الصادر بالمرسوم السلطاني رقم( 101 / 96 / وتعديلاته فقد انعقد مجلس الدفاع برئاسة معالي الفريق أول سلطان بن محمد النعماني وزير المكتب السلطاني رئيس مجلس الدفاع بالإنابة وبحضور جميع أعضائه. وتنفيذًا للمادة( 2 / أ ) من المرسوم السلطاني رقم ( 105 / 96 في شأن مجلس الدفاع،فقد قام مجلس الدفاع بدعوة مجلس العائلة المالكة للانعقاد لتحديد من تنتقل إليه ولاية الحكم ، وسيظل مجلس الدفاع في حالة انعقاد، معاهدين الله بالثبات على الولاء والطاعة لما فيه خير هذا الوطن العزيز ورفعته. | هيثم بن طارق |

وبحسب النظام الأساسي لسلطنة عمان في المادة 6 فيتوجب على مجلس العائلة الحاكمة أن يقوم خلال ثلاثة أيام من شغور منصب السلطان بتحديد من تنتقل إليه ولاية الحكم، فإذا لم يتفق مجلس العائلة الحاكمة على اختيار سلطان للبلاد قام مجلس الدفاع بتثبيت من أشار به السلطان في وصيته إلى مجلس العائلة.
وبعد أن انقضت ثلاثة أيام ولم يتم فيها اختيار سلطان للبلاد، أوكل مجلس العائلة المالكة لمجلس الدفاع القيام بفتح وصية السلطان قابوس بن سعيد وفقًا لما نصت عليه المادة (6) السادسة من النظام الأساسي للدولة واتخاذ الإجراءات لتثبيت من أوصى به السلطان قابوس بالتنسيق مع مجلس العائلة المالكة. وقد جرت جلسة فتح وصية سلطان عُمان الراحل بحضور عدد من كبار المسؤولين وقادة القوات المسلحة والأجهزة الأمنية ورؤساء المحكمة العليا ورئيسي مجلسي الدولة والشورى وأفراد العائلة المالكة، ونصت الوصية التي قرأت على الهواء مباشرة على تسميه (هيثم بن طارق بن تيمور آل سعيد) سلطاناً لعُمان، وبتنصيبه أصبح أول سلطان في تاريخ السلطنة يتم اختياره وفقاً للإجراءات التي أقرها النظام الأساسي للدولة الصادر في العام 1996.
أدى السلطان هيثم بن طارق اليمين الدستورية كما تنص المادة 10 من النظام الأساسي للدولة في نفس اليوم في قصر البستان أمام مجلس عمان وبحضور أعضاء مجلس العائلة المالكة وأعضاء مجلس الوزراء وأعضاء المجلس الأعلى للقضاء قائلا:
| هيثم بن طارق | أقسم بالله العظيم أن أحترم النظام الأساسي للدولة والقوانين، وأن أرعى مصالح المواطنين وحرياتهم رعاية كاملة، وأن أحافظ على استقلال الوطن وسلامة أراضيه | هيثم بن طارق |

ثم ألقى السلطان هيثم خطاب التنصيب الذي بين فيه الخطوط العامة لسياسته، حيث أكد على المضي قدماً في نهج السلطان قابوس بن سعيد لتطوير وتقدم السلطنة، وعلى تمسكه بسياسة عدم التدخل في شؤون الدول الأخرى، مشدداً على دفع مسيرة التعاون بين دول مجلس التعاون، واستمراره في دعم جامعة الدول العربية ومنظمة هيئة الأمم المتحدة وتحقيق أهدافهما والنأي بالمنطقة عن الصراعات.
كما أشاد السلطان هيثم بن طارق بدور السلطان الراحل في بناء الدولة العصرية، وأكد على المضيّ على طريق البناء والتنمية، من خلال العمل على محاور إستراتيجية عدّة، أهمها بناء وتطوير القدرات البشرية، وخاصة فئتي الشباب والنساء، والعمل على قضايا التشغيل وتقليص معدلات البطالة ورفع معدلات الأجور وكل ما من شأنه تعزيز الحقوق الاجتماعية والاقتصادية.
كما ركز السلطان هيثم في خطابه على قضايا حقوق المرأة العُمانية، معتبراً إياها شريكة أساسية في صناعة القرار، حيث قال في ذلك: «إن شراكة المواطنين في صناعة حاضر البلاد ومستقبلها دعامة أساسية من دعامات العمل الوطني، ونحرص على أن تتمتع فيه المرأة بحقوقها التي كفلها القانون، وأن تعمل مع الرجل جنباً إلى جنب، في مختلف المجالات خدمة لوطنها ومجتمعها» .
كما نوه السلطان هيثم في خطابه بضرورة تطوير وتنمية قطاع التعليم اهتماماً كبيراً، من خلال توفير البيئة الداعمة والمحفزة للبحث العلمي والابتكار وإمداد القطاع بأسباب التمكين العلمي والمعرفي كافة، كما أكد على ضرورة مراجعة أعمال الشركات الحكومية لتطوير أدائها ورفع كفاءتها وتمكينها من الإسهام الفاعل في المنظومة الاقتصادية، إضافة إلى توجيه موارد السلطنة المالية بما يضمن خفض المديونية وزيادة الدخل، والتوجه نحو سياسات التنويع الاقتصادي وتعزيز التوزان المالي، وتعزيز دور القطاع الخاص وإشراكه كفاعل بارز في تنمية الاقتصاد، والاهتمام بالمشاريع التي تستند إلى الابتكار والذكاء الاصطناعي والتقنيات المتقدمة بما يسرّع الوصول إلى اقتصاد وطني معرفي ومستدام.
وفي ختام خطاب التنصيب بايع الحاضرون هيثم بن طارق سلطانًا لعُمان، ليكون السلطان الرابع عشر لسلطنة عمان من سلالة المؤسس الأول للدولة البوسعيدية الإمام أحمد بن سعيد البوسعيدي، وليتولى مهامه بشكل رسمي.

## السياسة الداخلية
الإصلاحات وملامح المستقبل
منذ تولي السلطان هيثم بن طارق مقاليد الحكم في 11 يناير 2020، أكد في خطابه الأول، أنه ماضٍ في الحفاظ على ما أنجزه سلطان البلد الراحل قابوس بن سعيد والبناء عليه، وفي خطابه الثاني وضع السلطان هيثم أسسا وقواعد للحفاظ على المنجزات التي حققتها النهضة العمانية خلال العقود الخمسة الماضية، وصون مكتسبات النهضة لقيادة بلاده لتحقيق المزيد من التقدم والازدهار واستكمال بناء الدولة الحديثة وتسريع وتيرة الإنجازات، كما وضع مبادئ وأسسًا مهمّة تحدّد ملامح المرحلة المقبلة المهمّة من مسيرة البناء والتنمية والنهضة الشاملة فركز من بينها على أهمية الشباب في بناء الأوطان وحاضر الأمّة ومستقبلها، وعلى قطاع التعليم بمختلف أنواعه ومستوياته وتوفير البيئة الداعمة والمحفزة للبحث العلمي والابتكار، إلى جانب إعادة هيكلة الجهاز الإداري للدولة، وتحديث منظومة التشريعات والقوانين، كما شدد على ضرورة تبسيط الإجراءات وحوكمة الأداء والنزاهة والمساءلة والمحاسبة؛ لضمان المواءمة الكاملة والانسجام التام مع متطلبات رؤية عمان 2040 وأهدافها.

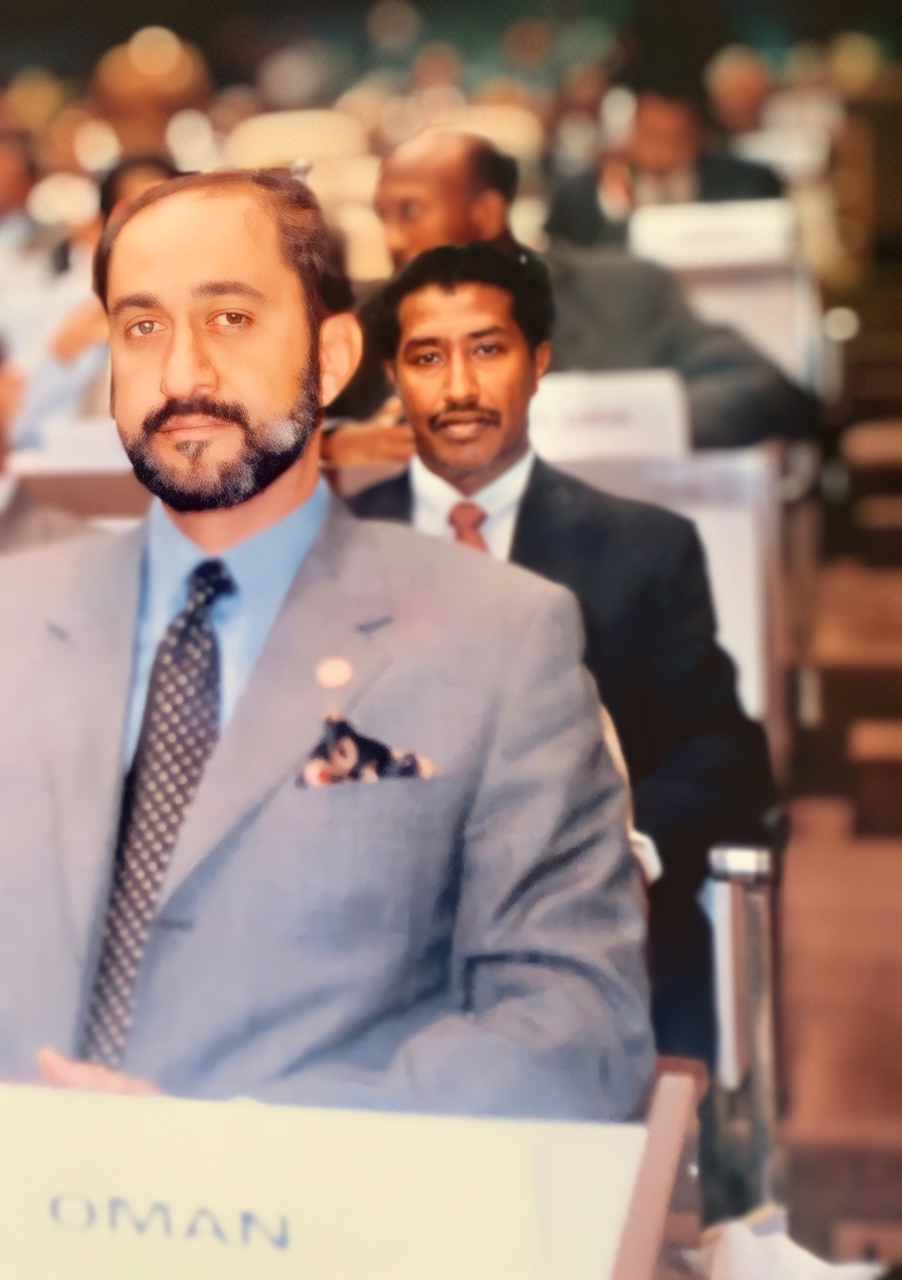

وعلى الصعيد الاقتصادي، أكد السلطان هيثم أهمية قطاع المؤسسات الصغيرة والمتوسطة، وقطاع ريادة الأعمال، لا سيما المشاريع التي تقوم على الابتكار والذكاء الاصطناعي والتقنيات المتقدمة، وتدريب الشباب وتمكينهم؛ للاستفادة من الفرص التي يتيحها هذا القطاعُ الحيوي، وبين أنه سيولي كل الاهتمام والرعاية والدعم لتطوير إطار وطني شامل للتشغيل باعتباره ركيزة أساسية من ركائز الاقتصاد الوطني، وتبني نظم وسياساتِ عمل جديدة تمنح الحكومة المرونة اللازمة والقدرة التي تساعدها على تحقيق الاستفادة القصوى من الموارد والخبرات والكفاءات الوطنية، إضافة إلى استيعاب أكبر قدر ممكن من الشباب، وتمكينهم من الانخراط في سوق العمل؛ لضمان استقرارهم، ومواكبة تطلعاتهم.
وإدراكًا من السلطان هيثم أن ثمة تحديات تقف أمام العمانيين، أهمها التسريح من العمل والبحث عن فرصه، فقد وجَّه باتخاذ الإجراءات اللازمة لإنشاء صندوق الأمان الوظيفي وإعداد نظامه وآليات عمله، وتمويله بمبلغ عشرة ملايين ريال عماني كبداية لتأسيسه، وفي مجال التعليم، وجه السلطان هيثم بقيام ديوان البلاط السلطاني بتمويل بناء 6 مدارس ذات أولوية بتكلفة مالية تقديرية تبلغ حوالي 8 ملايين و850 ألف ريال عماني، وانطلاقًا من اهتمام السلطان بمواصلة تعزيز النمو الاقتصادي وحركة التنمية في السلطنة أصدر توجيهاته بتنفيذ عدد من المشاريع التنموية في السلطنة بقيمة 300 مليون ريال من بينها مشروع تطوير ميناء الصيد البحري متعدد الأغراض في ولاية دبا بمحافظة مسندم.
ولمواجهة الأزمة الصحية التي عصفت بدول العالم أجمع وتمثلت في انتشار فيروس كورونا المستجد، أصدر السلطان هيثم أوامر بتشكيل لجنة عليا تتولى بحث آلية التعامل مع التطورات الناتجة عن انتشار هذا الفيروس، وترأس بنفسه عدد من اجتماعاتها، وأشاد بتعاون المواطنين والمقيمين في هذا الخصوص مما كان له دور فعال في التخفيف من حدة الآثار لهذه الجائحة.
وقد استهلت السلطنة بدء تنفيذ خطة التنمية الخمسية العاشرة (2021 ـ 2025) بتدشين العديد من المشاريع الاقتصادية المهمة ومن بينها تشغيل ميناء الدقم بطاقته الكاملة وتشغيل مجمع لوى للصناعات البلاستيكية بولاية صحار وبدء الاستثمار في منطقة الصناعات السمكية والغذائية في ميناء الصيد البحري بالدقم وبدء الإنتاج من حقل “غزیر” الذي سيسهم في توفير طاقة إضافية للصناعات المحلية، كما شملت أوامر السلطان هيثم تنفيذ عدد من المشاريع التنموية في مختلف محافظات السلطنة بقيمة 371 مليون ريال عماني.
تحديث التشريعات
وفي إطار خطته لتحديث الجهاز الإداري للسلطنة أصدر السلطان 28 مرسوماً سلطانياً تتعلق بإنشاء واستحداث وزارات جديدة ودمج أخرى. فقد أمر السلطان هيثم بإنشاء وزارة الثقافة والرياضة والشباب، كما دمج وزارة العدل ووزارة الشؤون القانونية بمسمى وزارة العدل والشؤون القانونية، وإنشاء وزارة العمل، وأخرى للاقتصاد، وثالثة باسم «وزارة النقل والاتصالات وتقنية المعلومات»، وبتعديل مسمى وزارة الزراعة والثروة السمكية إلى مسمى «وزارة الثروة الزراعية والسمكية وموارد المياه»، إضافة إلى تعديل مسمى وزارة الإسكان إلى وزارة «الإسكان والتخطيط العمراني».

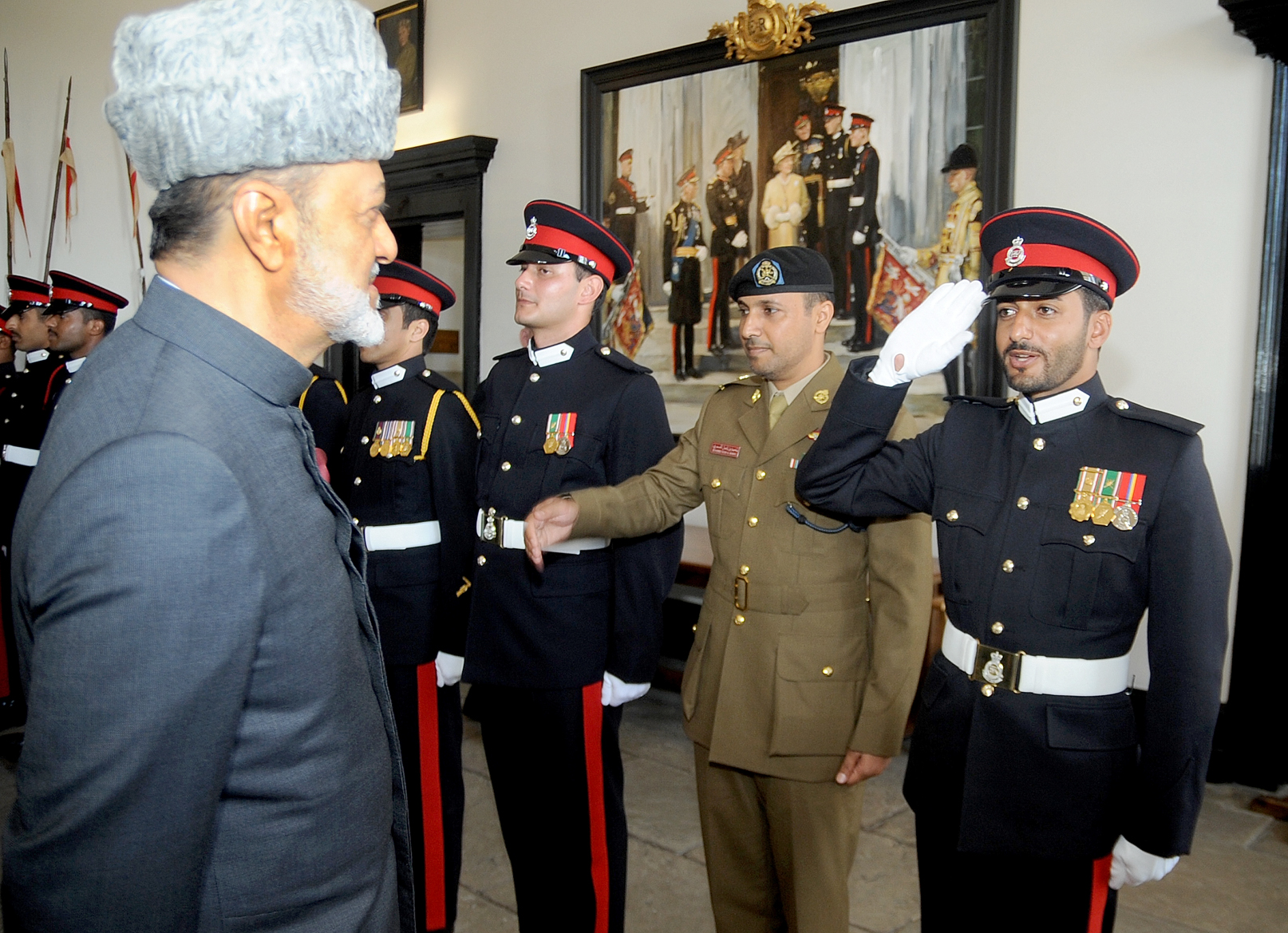

وبموجب المراسيم أيضاً، تقرر تعديل مسمى وزارة النفط والغاز إلى «وزارة الطاقة والمعادن»، ووزارة التجارة والصناعة إلى «وزارة التجارة والصناعة وترويج الاستثمار»، إلى جانب تعديل مسمى وزارة التعليم العالي إلى «وزارة التعليم العالي والبحث العلمي والابتكار».
تمثل هذه المراسيم الملكية الثمانية والعشرون أهم عملية لإعادة تنظيم الحكومة منذ 50 عاماً، إذ تم الاستغناء عن أكثر من خمسة مجالس حكومية، ودمج أكثر من عشر وزارات. لم تؤثر التغييرات على الوزارات فحسب، بل أثرت أيضاً على هيئات منفصلة، قام بعض الوزراء في السنوات القليلة الماضية على تأسيسها واستخدامها للتحكم في توجيه سياسات كيانات الدولة المختلفة. وكانت هذه الشبكة من الوزارات والمؤسسات شبه الحكومية تعج بالمهام والمسؤوليات المتضاربة، إذ قام الوزراء بتعيين الرؤساء التنفيذيين، ومنحهم مسؤوليات تتداخل مع مسؤوليات الوزراء الآخرين.
من المفترض لهذه المراسيم السلطانية أن تمنع الطريقة القديمة للتهرب من المساءلة عن طريق إلقاء المسؤوليات من وزير إلى آخر. إن وجود تقرير سنوي عن خطط الوزارة سيساعد وسائل الإعلام الوطنية ومجلس الشورى المنتخب على مراقبة التقدم والإنجازات ومتابعتها.
اختيار ولي العهد
أدخل السلطان هيثم بن طارق تعديلات على طريقة انتقال ولاية الحكم ووضع آلية لتعيين ولي العهد وبيان مهامه واختصاصاته في سابقة هي الأولى في تاريخ السلطنة، وأصدر بهذا الخصوص مرسوما، وذلك بعد مرور عام على توليه مقاليد الحكم. بينما كان ينص الدستور أن يقوم مجلس العائلة المالكة خلال ثلاثة أيام من شغور منصب السلطان، بتحديد من تنتقل إليه ولاية الحكم، وإذا لم يتم الاتفاق، تُفتح رسالة تركها السلطان وحدد فيها اسم خليفته، ثم يجري تثبيته في منصب السلطان. وبموجب هذه التعديلات التشريعية فقد أصبح ذي يزن بن هيثم (الابن البكر للسلطان هيثم) ولي عهد سلطنة عمان وأول ولي عهد في تاريخ السلطنة.
دورٌ بارزٌ للأسرة المالكة
لم يكن السلطان قابوس هو حاكم لسلطنة عمان فقط، بل كان يدير الحكومة كرئيس للوزراء، محتفظًا لنفسه تقريبًا بكافة الحقائب السيادية -وزير الدفاع ووزير الخارجية والقائد الأعلى للقوات المسلحة، وكان يمسك أيضًا بزمام الاقتصاد كوزيرٍ للمالية ورئيس مجلس إدارة البنك المركزي.
بعد وفاة السلطان قابوس وتولي السلطان هيثم مقاليد الحكم، بدأ دور الأسرة المالكة يبرز بوضوح في مستقبل عمان، كان القرار الأبرز الذي اتخذه السلطان هيثم خلال أيامه الأولى في السلطة هو تعيين شقيقه شهاب بن طارق نائباً لرئيس الوزراء لشؤون الدفاع، وكان هذا المنصب الذي تم استبداله فعلياً بمنصب الوزير المسؤول عن شؤون الدفاع قد بقي شاغراً لسنوات. ومع ذلك فقد أعاد السلطان هيثم هذا المنصب وعين شقيقه فيه وهو ما منحه سلطات تنفيذية على جميع الكيانات العسكرية في البلاد.
خلال حكم السلطان قابوس، شغل شهاب منصب قائد البحرية السلطانية في عُمان لمدة 14 عاماً، وهو ما منحه معرفة مباشرة وواسعة بوزارة الدفاع. بالإضافة إلى ذلك، يشغل شقيق السطان هيثم الآخر أسعد بن طارق منصب نائب رئيس الوزراء لشؤون العلاقات والتعاون الدولي. يرى العديد من المراقبين والسياسيين أن تعيين شهاب إلى جانب احتفاظ أسعد بمنصبه يشير إلى الدور البارز الذي ستلعبه الأسرة المالكة بشكل عام، وأشقاء السلطان بشكل خاص في المشهد السياسي المستقبلي في عُمان.
قد يكون التعيين الأكثر أهمية هو تعيين النجل الأكبر للسلطان ذي يزن بن هيثم وزيراً للثقافة والرياضة والشباب، وهذا لا يضمن له مقعداً في مجلس الوزراء فحسب، وإنما يسمح له أيضاً بإقامة علاقة مباشرة مع الشباب العُماني وهم الفئة الرئيسية لمستقبل عُمان التي أكد على أهميتها السلطان هيثم في خطاب التنصيب.
إعادة هيكلة الدولة وعملية صنع القرار
عمل السلطان هيثم على الوفاء بتعهده بإعادة هيكلة وتجديد الحكومة في عُمان. في 18 أغسطس عام 2020 أعلن السلطان عن اختياره أول مجلس وزراء، متخلياً ولأول مرة عن احتفاظ السلطان بالشؤون المالية والخارجية من خلال تعيين وزراء ومنحهم السلطة الكاملة على تلك الحقائب الوزارية.
اتسمت القرارات الحكومية في سلطنة عمان منذ فترة طويلة بالبطء في وتيرة اتخاذها وعدم تجانسها. كانت عملية صنع القرار تعتمد على العديد من اللجان الحكومية البطيئة الحركة، والتي تركزت في أيدي أفراد محددين، ولم تترك سوى دور محدود لمجلس الشورى المنتخب. تعهد السلطان هيثم في خطابه بمراجعة آليات اتخاذ القرار. وقد أدت هذه المراجعة إلى تقاعد العديد من الأفراد والمستشارين، ودمج الحقائب التي كانوا يشغلونها في الوحدات الحكومية القائمة. بالإضافة إلى ذلك، أنشأ السلطان هيثم المكتب الخاص الذي يتبع له مباشرة، والمسؤول عن إعداد برنامج عمل السلطان اليومي، وهو حلقة الوصل الرئيسية بين مجلس الوزراء والوزارات الحكومية المختلفة. وإلى جانب ذلك، يتولى المكتب الخاص دور توثيق القضايا المعروضة على السلطان، أو تلك التي يأمر بنشر المعلومات عنها، وخاصة برامج التوظيف المنبثقة عن رؤية عُمان 2040.
بعد أن تم دفع العديد من الأفراد البارزين الذين شغلوا مناصب برتبة وزير إلى التقاعد، إلى جانب وكلاء الوزارات والمستشارين الذين كانوا يتمتعون بمزايا واسعة، وكانت لديهم مسؤوليات غير واضحة وأحياناً غير موجودة، أصدر السلطان هيثم أمراً إلى جميع المؤسسات الحكومية بالتقاعد القسري لأكثر من 70٪ من الموظفين الحكوميين، الذين أكملوا 30 عاماً من الخدمة. ولم تستثنِ من ذلك الشركات المملوكة للدولة، ولكنها خضعت لشروط مختلفة. وتم تكليف جهاز الرقابة المالية والإدارية للدولة بالإشراف على تنفيذ هذه التوجيهات.
لم تكن هذه الخطوات الأولية متوقعة، وأثار العديد منها جدالاً مطولاً على وسائل التواصل الاجتماعي سواء من حيث التوقيت أم التنفيذ. ومع ذلك، وصف العديد من المسؤولين الحكوميين البارزين هذه القرارات بأنها جريئة وغير مسبوقة. يمكن لهذه التحركات أن تمثل وسيلة لتوفير فرص عمل إضافية بسرعة للشباب الباحثين عن عمل، حيث تعتبر البطالة أحد التحديات الرئيسية التي واجهتها عُمان على مدى العقدين الماضيين. وفقًا للإحصاءات الرسمية، في عام 2018، كان أكثر من 50.000 شخص يبحثون عن عمل في عُمان، 63٪ منهم يحملون شهادات جامعية، وذلك وفقًا للإحصاءات المنشورة في عدد من المواقع الإلكترونية.
كما يُنظر إلى قرار السلطان هيثم بدمج صناديق الثروة السيادية للبلاد (صندوق الاحتياطي العام للدولة وصندوق الاستثمار العُماني) بالإضافة إلى نقل ملكية معظم الشركات المملوكة للدولة إلى جهاز الاستثمار العُماني على أنها خطوات نحو مركزية سياسة الاستثمار وضوابط أفضل في الحوكمة وإعادة العمل بمبدأ تقييم الأداء التي كان مغيباً منذ عدة سنوات، وخاصة في المؤسسات المملوكة للدولة. بالإضافة إلى ذلك من المتوقع أن يتم دمج صناديق التقاعد في القريب العاجل إذ يوجد حاليًّا أكثر من 11 صندوقاً.
تمكين الحكومة
كان السلطان الراحل قابوس بن سعيد على مدى الثلاثين عامًا الماضية يحكم بمفرده، محتفظًا لنفسه بالحقائب الوزارية الرئيسية في الحكومة. مكنت المراسيم الصادرة عن السلطان هيثم الحكومة من تعيين وزيرين بكامل الصلاحيات للخارجية والمالية، إضافة إلى تعيين تيمور بن أسعد (ابن شقيق السلطان هيثم) رئيساً لمجلس محافظي البنك المركزي العُماني. فتضع هذه التغييرات ثقة أكبر في هؤلاء الوزراء، وتسمح للسلطان باتخاذ قرارات سيادية وترك الأعمال التنفيذية للحكومة.
أعاد السلطان هيثم العمل بوزارة الاقتصاد التي كانت قد ألغيت في 2011 وعيّن لها وزيراً. وهذا يعكس عزم السلطان على التركيز على إصلاح السياسات الاقتصادية. وبدأ بدمج صناديق الاستثمار السيادية، ثم إقالة جميع الوزراء والمسؤولين من مناصبهم في مجالس إدارات الشركات الحكومية، تفادياً لتضارب المصالح، ومنع صناع السياسة من إدارة الشركات المملوكة للدولة.

## السياسة الخارجية
لم تتغير السياسة الخارجية العُمانية منذ تأسيس الدولة، فقد رسم السلطان الراحل قابوس بن سعيد ملامح ومعايير وأسس السياسة الخارجية العُمانية بدقة شديدة، وتقوم على ما يمكن تسميته في علم السياسة بـ«الحياد الإيجابي». كان الحياد يلعب دائما دورا إيجابيا عبر تقريب وجهات النظر، وتجلّى ذلك بوضوح في كثير من المواقف منذ حقبة السبعينيات وصولا إلى الأزمات والقضايا الحالية في العالم العربي، سواء في اليمن أو سوريا على سبيل المثال.

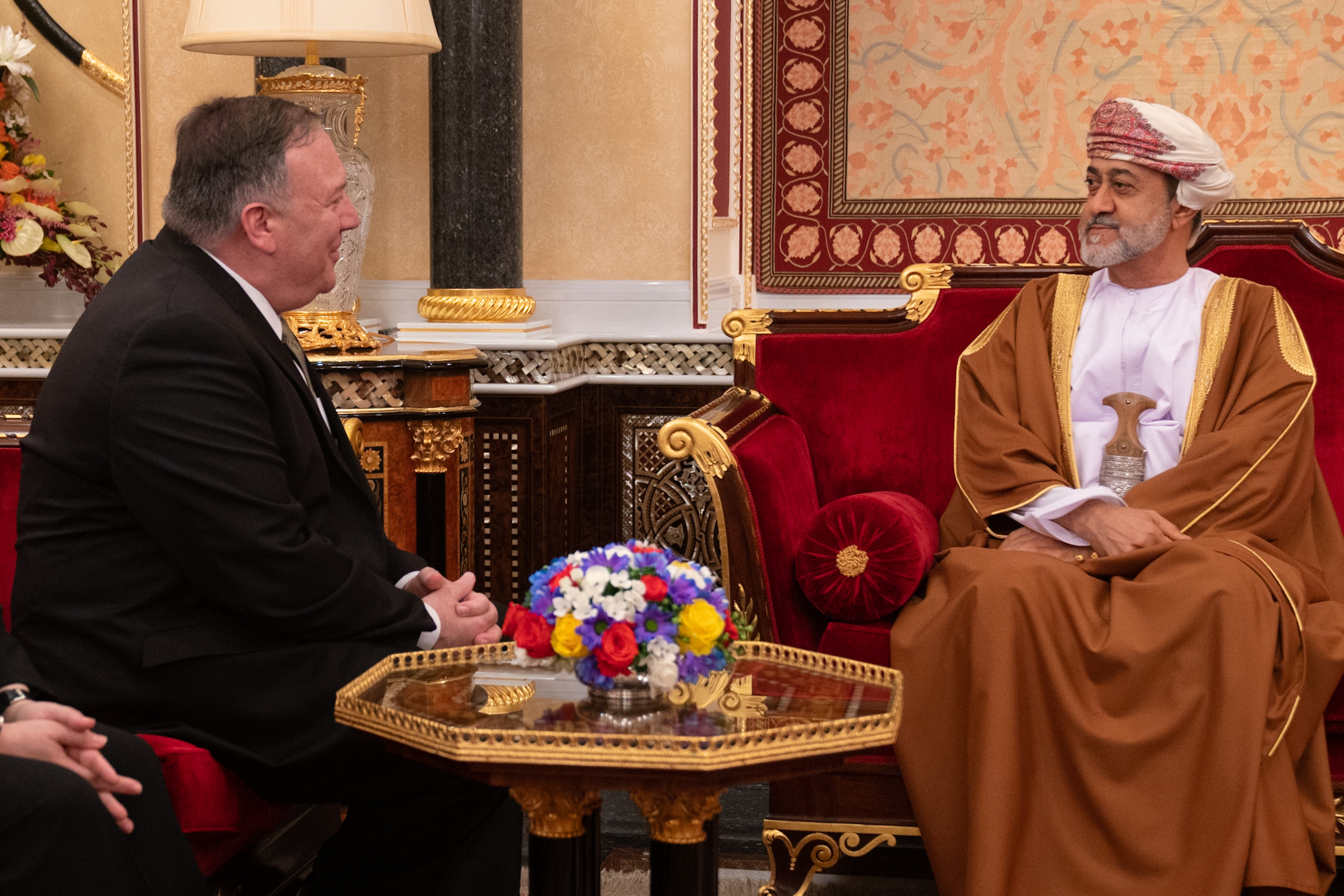
السلطام هيثم بن طارق يلتقي بوزير الخارجية الأمريكي مايك بومبينو.

ومنذ انضمام سلطنة عُمان إلى الجامعة العربية في يوليو 1971 تحتفظ لنفسها بخيار سياسي تمثَّل في عدم دخول أي صراع، وفي كل احتفال بالعيد الوطني العُماني كان السلطان الراحل يؤكد مبادئ السياسة الخارجية لعُمان، وقد حددها في احتفالات السلطنة عام 2007 بقوله: «معالم السياسة الخارجية والداخلية تقوم على التنمية الشاملة المستدامة، وفي الوقت نفسه على الصداقة والسلام والحوار الإيجابي والتعايش والابتعاد عن النزاعات».
سار السلطان هيثم بن طارق على نهج السلطان قابوس فيما يتعلق بالسياسة الخارجية، ففي أول خطاب له بعد أداه اليوم الدستورية أكد أنه سيرتسم خطى السلطان الراحل في السياسة الخارجية مؤكدا على الثوابت التي اختطها لسياسة السلطنة الخارجية القائمة على التعايش السلمي بين الأمم والشعوب وحسن الجوار وعدم التدخل في الشؤون الداخلية للغير واحترام سيادة الدول.
الزيارة الأولى للمملكة العربية السعودية
ترتبط المملكة العربية السعودية وسلطنة عُمان بعلاقات وثيقة ممتدة، وتشتركان بالكثير من الروابط، في مقدمتها الدين، والجوار، واللغة، والقومية، ما يجعل لتلك العلاقات مكانة خاصة لدى الشقيقتين، ويعود تاريخ العلاقات بين البلدين إلى عام 1971 في عهد الملك فيصل بن عبد العزيز، حينما زار لأول مرة السلطان قابوس بن سعيد المملكة لتوطيد العلاقات بين البلدين، وقد صدر بيان مشترك عقب الزيارة يتضمن اعتراف السعودية بسلطنة عُمان، وأعرب الزعيمان عن نيتهما للتعاون الخالص البناء لصالح شعبيهما وجميع الدول العربية في المنطقة، وبما يحقق الأمن والاستقرار لها، وبعدها بنحو 11 عاما وتحديدا في 23 فبراير 1982 تم التوقيع على اتفاقية التعاون الأمني بين البلدين في العاصمة الرياض.
كانت أولى الجولات الخارجية للسلطان هيثم بن طارق هي زيارة المملكة العربية السعودية في تموز عام 2021، وهي تأكيد للمكانة التي تحظى بها السعودية لدى سلطنة عمان، عقد السلطان مباحثات مع العاهل السعودي الملك سلمان بن عبد العزيز حول آفاق التعاون المشترك وسبل تطويره في مختلف المجالات السياسية والعسكرية والأمنية والاقتصادية، كما تم التوقيع على مذكرة تفاهم حول تأسيس مجلس تنسيق عُماني سعودي لتعزيز العالاقات الثنائية في شتى المجالات، والاتفاق على الإسراع في افتتاح الطريق البري المباشر والمنفذ الحدودي الذي سيُسهم في سلاسة تنقّل مواطني البلدين، كما اتفق الزعيمان على رفع وتيرة التعاون الاقتصادي بين البلدين من خلال تحفيز القطاعين الحكومي والخاص وعبر إطلاق مجموعة من المبادرات المشتركة والتي تشمل مجالات تعاون رئيسية منها الاستثمارات في منطقة الدقم، والتعاون في مجال الطاقة، بالإضافة إلى الشراكة في مجال الأمن الغذائي، والتعاون في الأنشطة الثقافية والرياضية والسياحية المختلفة.
وحول القضايا الإقليمية، أكدت الدولتان على تطابق وجهات نظرهما حول مواصلة جهودهما لإيجاد حل سياسي شامل للأزمة اليمنية، وعلى أهمية التعاون والتعامل بشكلٍ جديٍ وفعّال مع الملف النووي الإيراني بكافة مكوناته وتداعياته وبما يسهم في تحقيق الأمن والاستقرار الإقليمي والدولي.
وفي ديسمبر عام 2021 زار الأمير محمد بن سلمان سلطنة عمان تلبيه لدعوة السلطان، وبهذه المناسبة منح السلطان هيثم بن طارق الأمير محمد وسام عُمان المدني من الدرجة الأولى، الذي يمنح لملوك ورؤساء الدول وأولياء العهد ورؤساء الحكومات الذين ترتبط دولهم بعلاقات متميّزة مع سلطنة عُمان.

## حياته الشخصية

### نسبه
هو السلطان هيثم بن طارق بن تيمور بن فيصل بن تركي بن سعيد بن سلطان بن أحمد بن سعيد بن أحمد بن محمد بن خلف بن سعيد بن مبارك البوسعيدي العتكي الأزدي ابن المهلب بن أبي صفرة ظالم بن سارف بن صبح بن كنده بن عمرو بن وائل بن الحارث بن العتيك بن الأسد بن عمران بن عمرو بن عامر ماء السماء بن حارثة بن امرؤ القيس بن ثعلبة بن مازن بن الغوث بن نبت بن مالك بن زيد بن كهلان بن سبأ بن يشجب بن يعرب بن قحطان بن هود عليه السلام.
وهو السلطان الرابع عشر المنحدر رأسا من المؤسس الأول للدولة البوسعيدية الإمام أحمد بن سعيد البوسعيدي عام 1741م.

### عائلته
تزوج السلطان هيثم من عهد بنت عبد الله بن حمد البوسعيدية وله من الأبناء:
- ذي يزن بن هيثم بن طارق (21 أغسطس 1990 -) نجله الأكبر وولي عهد سلطنة عمان وهو أول ولي عهد في تاريخ السلطنة.[41]
- بلعرب بن هيثم بن طارق.
- ثريا بنت هيثم بن طارق.
- أميمة بنت هيثم بن طارق آل سعيد.[42]

### أسرته
السلطان هيثم هو ابن عم السلطان الراحل قابوس بن سعيد، كان والده طارق بن تيمور رئيساً لمجلس الوزراء (1970-1972) أما والدته فهي (أم قيس) شوانة بنت حمود بن أحمد البوسعيدية، وإخوته هم :
- طلال بن طارق
- أسعد بن طارق (النائب الثاني لرئيس مجلس الوزراء)
- قيس بن طارق (توفي سنة 2011).[44]
- شهاب بن طارق.
- أدهم بن طارق.
- فارس بن طارق (متوفى).
- كاملة بنت طارق آل سعيد.
- أمل بنت طارق آل سعيد.
- نوال بنت طارق آل سعيد

## الأوسمة والتكريمات

### الأوسمة الوطنية
- وسام آل سعيد
- وسام عمان
- وسام النهضة العمانية
- وسام السلطان قابوس
- وسام الرسوخ من الدرجة الأولى (23 نوفمبر 2010).

### الدكتوراه الفخرية
- أكاديمية طشقند للعلوم والدراسات الإسلامية في أوزبكستان - تمنح الدكتوراة الفخرية لحضرة السلطان هيثم بن طارق المعظم تقديرا لجلالته لدعمه حركة الثقافة والمثقفين عام 2018.

### الأوسمة الأجنبية
- جمهورية النمسا: وسام الشرف الكبير للخدمات المقدمة إلى جمهورية النمسا (31 مارس 2001).
- المملكة العربية السعودية: وسام الملك عبد العزيز من الطبقة الأولى (24 ديسمبر 2006).[45]
- المملكة المتحدة: الفارس الفخري الكبير للصليب الملكي الفيكتوري (26 نوفمبر 2010).[46]
- المملكة العربية السعودية: قلادة الملك عبد العزيز (11 يوليو 2021).[47]
- الجمهورية الجزائرية الديمقراطية الشعبية: وسام برتبة "أثير" من مصف الاستحقاق الوطني (24 أكتوبر 2024).[48]

## مناصب
| هيثم بن طارق عاهل آل بو سعيدولد: 11 اكتوبر 1955 |                  |               |
| منصب                                            |                  |               |
| سبقه قابوس بن سعيد                              | سُلطان عُمان 2020– | تبعه حتى الآن |